# ویک سارین
ویک سارین (انگلیسی: Vic Sarin؛ زادهٔ ) کارگردان فیلم اهل کانادا و هندی‌تبار است. وی همچنین برندهٔ جوایزی همچون جوایز امی ساعات پربیننده شده‌است.